# Château de la Ville Der
Le château de Ferrières (ou manoir de la Villeder, manoir de la Ville-Der) est un château de Val d'Oust (commune déléguée du Roc-Saint-André), dans le Morbihan.

## Localisation
Le château est situé au lieu-dit La Ville-Der, à environ 1,5 km à vol d'oiseau à l'ouest du centre-bourg du Roc-Saint-André, 2,4 km au sud du centre-bourg de Quily et 4,4 km est-nord-est du centre-bourg de Lizio.

## Histoire
Les parties anciennes (tour octogonale et escalier à vis) du logis remontent au XVe siècle,. Il est ensuite largement remanié au tournant des XVIIe – XVIIIe siècle. Les communs sont construits en 1775.
Une vaste campagne de restructuration est engagée entre 1896 et 1900 : l'architecte Arthur Regnault est missionné pour transformer l'ensemble castral en une demeure néo-classique. Cette période voit également la construction d'une petite aile au nord, perpendiculaire au logis, ainsi qu'un pavillon et une tourelle de latrines sur la façade occidentale. Deux pavillons sont également ajoutés au nord et au sud de la cour, entre le logis et les communs. Enfin, un jardin à la française est aménagé dans la cour d'honneur.
Les terres de la Villeder appartiennent successivement aux familles Guillard (XIVe siècle), Lézenet ou Lézouet (fin du XVIe siècle), Kermeno (milieu du XVIIe siècle), Moro (fin du XVIIe), du Lys (milieu du XVIIIe siècle), du Boisbaudry (milieu du XIXe siècle) et Hecht (depuis 1984).
Le corps de logis et les façades et toitures des communs et des pavillons latéraux de liaison, ainsi que le portail d'entrée, les douves et le sol de la cour d'honneur, sont inscrits au titre des monuments historiques par arrêté du 4 juin 2007.

## Architecture
Le corps de logis, dont les pièces sont aménagées en enfilade, arbore un style néoclassique.
Les dépendances prennent place de part et d'autre de la cour d'honneur.
L'entrée du château se fait par l'est, la cour d'honneur étant accessible par un portail en fer forgé que soutient deux piliers en granite sur le pont enjambant les douves.
Le château disposait d'une chapelle privée dédiée à sainte Anne.